# San Miguel (Naranjo)
San Miguel è un distretto della Costa Rica facente parte del cantone di Naranjo, nella provincia di Alajuela.